# Cocama
El cocama (kokáma) és una llengua parlda a la vora del marge nord-est inferior del riu Ucayali, riu Marañón inferior i riu Huallaga i a les zones veïnes de Brasil i una zona aïllada a Colòmbia, parlada pels cocames. Hi ha tres dialectes. El dialecte principal es coneix com a Cocama, Kokama, Kukama-Kukamiria (cocama-cocamilla), Ucayali, Xibitaoan, Huallaga, Pampadeque i Pandequebo. El 1999 el Cocamilla (Kokamíya) era moribund, tan sols el parlaven persones de més de 40 anys.
D’una població ètnica projectada de 15.000, la majoria dels 2.000 parlants de cocama viuen al Perú. La resta de parlants viuen a l'estat de l'Amazones (Brasil), on 50 de 411 chayahuites ètnics parlen aquesta llengua i es coneix com Kokama o Kokamilla. La majoria dels parlants són trilingües i també poden parlar portuguès i espanyol. Molt pocs són monolingües. Hi ha 20 grups ètnics a la zona del Baix Putumayo de Colòmbia amb un nombre desconegut de parlants de Cocama-Cocamilla. Els locutors també serien trilingües, però la llengua pot ser extingida a la regió.
Els parlants de cocama tenen una taxa d'alfabetització del 3%, en comparació amb el 50% en castellà. S'han desenvolupat normes gramaticals i l’idioma s'escriu mitjançant l'alfabet llatí. Parts de la Bíblia s'han traduït a l'idioma.
El cocama és estretament relligat amb l'omagua, una llengua gairebé extingida que es parla al Perú i al Brasil.

## Fonologia

### Consonants
|            | Labial | Alveolar | Palatal | Velar |
| ---------- | ------ | -------- | ------- | ----- |
| Oclusiva   | p ⟨p⟩  | t ⟨t⟩    |         | k ⟨k⟩ |
| Fricativa  |        |          |         | x ⟨j⟩ |
| Africada   |        | t͡s ⟨ts⟩  | t͡ʃ ⟨ch⟩ |       |
| Nasal      | m ⟨m⟩  | n ⟨n⟩    |         |       |
| Bategant   |        | ɾ ⟨r⟩    |         |       |
| Aproximant | w ⟨w⟩  |          | j ⟨y⟩   |       |

Els sons oclusius també es poden realitzar com a sonors.

### Vocals
|         | Frontal | Central | Posterior |
| ------- | ------- | ------- | --------- |
| Tancada | i ⟨i⟩   | ɨ ⟨ɨ⟩   | u ⟨u⟩     |
| Mitjana | e ⟨e⟩   |         |           |
| Oberta  |         | a ⟨a⟩   |           |

### Realitzacions fonètiques
| Fonema | Al·lòfons       |
| /p/    | [p], [b]        |
| /t/    | [t], [d]        |
| /k/    | [k], [ɡ], [kʰ]  |
| /ts/   | [ts], [s], [tʃ] |
| /tʃ/   | [tʃ], [ʃ]       |
| /n/    | [n], [ɲ], [ŋ]   |
| /ɾ/    | [ɾ], [l]        |
| /w/    | [w], [β]        |
| /j/    | [j], [z]        |
| /i/    | [i], [ɪ], [e]   |
| /e/    | [e], [ə], [ɪ]   |
| /ɨ/    | [ɨ], [ɪ]        |
| /u/    | [u], [ʊ], [o]   |

## Esforços de revitalització
El 2013, els residents de Nauta, província de Loreto, Perú van crear un vídeo de rap infantil en el dialecte Kukama-Kukamiria, en col·laboració amb Radio Ucamara. L'emissora de ràdio local ha participat en la conservació de l'idioma durant "uns quants anys" i "va començar a gestionar una escola anomenada Ikuar, amb l'objectiu d'ensenyar l'idioma a través de cançons i narracions tradicionals".